# カーチス 18

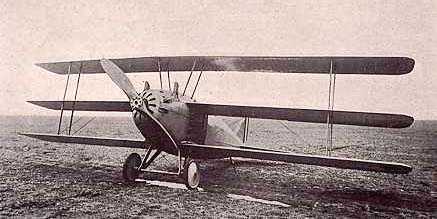
Curtiss 18 T

カーチス 18（Curtiss 18 T Wasp、または Kirkham）は、アメリカ海軍向けにカーチスが製作した複座三葉の戦闘機である。アメリカ海軍から2機の注文を受け、1号機（T-1 ワスプ）は1918年5月7日に初飛行した。
第1次世界大戦の終結により大量生産は行われなかったが、戦後も競技機として使用された。1918年8月19日には262 km/hの世界速度記録を、1919年9月には30,400フィートの世界高度記録を達成している。第1次大戦機の三葉機としては最高の性能をもっていた。
2号機（T-2 ホーネット）は、前型機よりエンジンを50馬力増強し、5度の後退角をつけた翼に変更され、全長は5ft延長され翼巾は9ft広げられた。T-2は海軍のパイロットで争われた1922年のカーチス・マーリン・トロフィー・レースに出場したが、サンディ・サンダーソンの操縦した機体はゴール寸前に燃料切れとなり優勝を逸した。

## スペック (T-1)
出典: Virtual Aircraft Museum and Aerofiles
諸元
- 乗員: 2
- 全長: 7.11 m （23 ft 4 in）
- 全高:
- 翼幅: 9.70 m（31 ft 10 in）
- 翼面積: 26.76m2 （288.04 ft2）
- 空虚重量: 485 kg （1069 lb）
- 運用時重量: 2,907 kg （6,409 lb）
- 最大離陸重量: 1,833 kg （3,049 lb）
- 動力: 液冷V12気筒レシプロエンジン 、261 kW （350 hp）   × 1

性能
- 最大速度: 262 km/h  163 mph
- 実用上昇限度: 10,640 m （34,908 ft）